# Liste des descendants de Noé
 (mai 2024).
Cet article traite des descendants du personnage de D.Gray-man nommé Noé. Pour les descendants du patriarche Noé, voir Table des peuples
Le Comte Millénaire et les membres du clan Noé sont les antagonistes de D.Gray-man.
Les descendants de Noé sont les alliés du Comte Millénaire. Ils sont humains et prétendent être les apôtres créés par Dieu. Ils sont 14 avec le Comte Millénaire et chacun d'entre eux incarne une partie du « souvenir de Noé ».

## Comte Millénaire
- Nom : « Comte Millénaire » 千年伯爵 (Sennen Hakushaku?)
- Âge : inconnu
- Taille : 2,20 m (sans le chapeau)
- Poids : 85 kg

Le Comte Millénaire, ou Adam, 1er apôtre, appelé Prince Millénaire par les membres du clan Noé, est le grand méchant de l'histoire. Son pouvoir est redoutable, malgré une apparence de clown ou de gobelin. Il y a 7 000 ans, il voulut détruire la Terre et la race humaine, mais le Cœur de l'Innocence l'en empêcha et ce fut le Déluge, décrit dans l'Ancien Testament. Il promit alors de se venger.
À présent, il est de retour et crée des Akuma (âme déchue revêtant l'enveloppe du corps d'un mort), qui pullulent sur les cinq continents. Il est à la recherche du « Cœur Précieux », source de la puissance des Innocences, afin de le détruire. C'est un personnage très paternel avec les membres de la famille Noé, mais aussi très ambitieux et autoritaire, affichant toujours une certaine dose d'humour et de bonne humeur.
Le physique du Comte cache sa personnalité psychopathe et haineuse envers les humains puisque son visage est en permanence couvert à plus de 9/10 d'un énorme sourire à pleines dents. Seuls ses petits yeux cachés par ses lunettes et des zones d'ombre sont particulièrement mauvais et cruels. Il semble beaucoup aimer changer de haut de forme ou les décorer de diverses manières.
On découvre sa véritable apparence dans le volume 19 (le sang de la guerre sainte).
Le Comte Millénaire possède un golem en forme parapluie rose parlant et doté d'une tête de citrouille nommé Relo. Road l'emprunte souvent pour embêter le Comte. Il peut également voler.
Dans le tome 19, nuit 187, on découvre clairement son apparence humaine.
Dans le tome 24, nuit 219, on apprend que son apparence humaine est celle de Mana qui n'est autre que la moitié du Comte Millénaire actuelle, l'autre moitié est Néah (Allen), d'après Néah une seule fois pendant 7000 années le Comte Millénaire a disparu, c'est le jour de l'apparition des jumeaux Mana et Néah, avant ce jour le Mana et Néah formaient une seule entité. 
- 1re apparition dans le manga : tome 1, nuit 1[2]
- 1re apparition dans l'anime : épisode 1[3]

Il est inspiré par l’antagoniste de Cowboy-bebop épisode 20 

## Tryde
Tryde est le deuxième apôtre, il incarne le Jugement.
1re apparition anime: D gray man Hallow 04

## Joyd
- Nom : Tyki Mikk
- Âge : 26 ans (estimation)
- Anniversaire : 25 décembre
- Groupe sanguin : O
- Nationalité : Portugais
- Taille : 1,88 m
- Poids : 70 kg

Il est le troisième apôtre et incarne le Plaisir. Il a le pouvoir de choisir ce qui est solide ou non pour lui, sauf l'Innocence. Il peut également créer une bulle de vide. Il utilise Teases, golem carnivore et anthropophage créé par le Comte.
Tyki possède deux personnalités, ce qu'il appelle le « piment de sa vie » : une « blanche », et une « noire ». Sous sa forme « blanche », il a une vie simple, côtoie trois amis humains (Eaz, Crack et Momo) et travaille comme mineur. Il aime battre les gens au poker avec ses amis (d'ailleurs, Arystar Krory sera une de leurs victimes jusqu'à ce qu'Allen Walker ne les plume). Il est vulgairement habillé, de façon délabrée.
Sous sa forme de Noé, il devient un « gentleman » psychopathe assoiffé de sang, haïssant les humains et prenant plaisir à jouer avec eux et à les faire souffrir (il tuera Daisya Barry et d'autre d'exorcistes, dont Suman Dark qu'il tuera en Chine et non en Inde comme les autres mais ne détruira pas son Innocence car Timcanpy s'échappera avec. Il détruira par contre l'Innocence d'Allen Walker en croyant l'avoir tué mais il ne fera que le laisser pour mort). Il est habillé en costume cravate « élégant » et haut de forme. C'est un personnage très charismatique, d'ailleurs, l'auteur écrira dans le tome 5 à propos de lui : « je voulais un beau gosse parmi les Noé. Le voici ». Après qu'Allen Walker le transperce de son épée, il changera de physique, doté de sortes de tentacules et d'une apparence plus terrifiante.
Dans la famille Noé, il est le frère cadet de Sheryl donc l'oncle de Road. On notera aussi que selon Wisely, il ressemble trait pour trait au dernier humain possédé par le Quatorzième il y a de cela 35 ans. Seulement, Road lui demanda de garder ça secret.
- 1re apparition dans le manga : tome 3, nuit 18[2]
- 1re apparition dans l'anime : épisode 8[3]

## Désires
- Nom : Sheryl Kamelot シェリル・キャメロット (Sheriru Kyamerotto?)
- Origine : Portugais

Sheryl est le quatrième apôtre, il incarne le Désir. 
Dans la famille des Noé, il est le frère ainé de Tyki et le père adoptif de Road (avec qui il est sur-protecteur et très possessif. Lorsqu'il apprendra qu'elle a encaissé une attaque d'Apocryphos à la place d'Allen, avec comme conséquence la disparition temporaire de la petite Noé, il entrera dans une colère noire). Il semble avoir le pouvoir de contrôler toutes les choses de la création que ce soit des humains ou des objets. Il avoue lui-même être un sadique.
- 1re apparition dans l'anime : D Gray Man Hallow 04
- 1re apparition dans le manga : tome 16, nuit 157

## Wisely
- Nom : Wisely ワイズリー (Waizurī)
- Âge : 17 ans
- Anniversaire : 4 février
- Signe Astral : Verseau
- Taille : 171 cm
- Poids : 53 kg
- Groupe sanguin : B
- Origine : Anglaise

Wisely est le cinquième apôtre. Il détient l'œil démoniaque et symbolise la sagesse/la connaissance.
Il est reconnaissable grâce à ses cheveux blancs; il  porte 3 yeux sur le front en plus des stigmates des Noé : un grand au milieu du front (l'œil démoniaque), et deux autres, plus petits, de chaque côté. Il porte autour de la tête un turban rayé. On sait aussi qu'il est capable de lire dans les pensées des gens ou de les plonger dans leurs souvenirs. Il est d'ailleurs capable de se souvenir des mémoires de ses précédentes incarnations, ce qui le rapproche de Road et du Comte. 
- 1re apparition dans le manga: tome 19, nuit 187

1re apparition anime: D gray man Hallow 04

## Fiddler
Fiddler est le sixième apôtre, il incarne la Voracité. on ne sait pas grand chose de lui. Dans le chapitre 202 on apprend qu'il combat en utilisant des parasites qui se trouvent sur sa langue et qui lui permet d'espionner les personnes contaminées. Chaoji et Lavi furent les premiers contaminés. Il a également  une énorme "Bouche" sur le ventre. 
• 1re apparition dans le manga: tome 19 nuit 187

## Mercym
Mercym est le septième apôtre, il incarne la Miséricorde. Il se battra contre Madarao.

## Wrath
Précédemment:
- Nom : Skin Borik スキン・ボリック (Sukin Borikku?)
- Origine : américaine
- Taille : 198 cm
- Poids: 101 kg
- Âge : 29 ans,
- Anniversaire : 9 mai
- Signe astrologique : Taureau
- Groupe sanguin : O

Skin Borik, le huitième apôtre, incarne la Colère, le sentiment le plus puissant et le plus violent de tous les membres du clan Noé, mais aussi le plus dur à canaliser. Son courroux est vieux de 7 000 ans. Skin s'énerve pour un rien (par exemple, l'oubli de sucrer un œuf dur par un Akuma causera la mort violente de ce dernier), est très impulsif, et n'aime que les choses sucrées, ce qui lui vaut le surnom de « Monsieur Friandise » ou de « Dent Sucrée » par Tyki Mikk.
Lorsque la Colère se déclenche, sa peau se déchire pour laisser paraître un corps recouvert de pics et d'excroissances (et jaune dans l'anime). Il manie l'électricité et use de chaînes qu'il fait pénétrer dans le corps de sa victime pour y puiser son énergie et l'utiliser pour se régénérer, et rendre ses attaques encore plus puissantes. Kanda aura beaucoup de mal à le vaincre lorsqu'il affrontera celui-ci dans l'Arche en destruction. 
Dans un flash back, le montrant à l'époque où ses stigmates sont apparues sur son front, il est montré que c'est grâce à Road qu'il n'aime que les friandises : la petite Noé lui donnait des bonbons pour calmer sa douleur et sa rage. Il sera battu par Kanda.
- 1re apparition dans le manga : tome 3, nuit 18[2]
- 1re apparition dans l'anime : épisode 8[3]

## Road
- Nom : Road Kamelot ロード・キャメロット (Rōdo Kyamerotto?)
- Nationalité : inconnue
- Taille : 148 cm
- Poids : 37 kg
- Â
- Groupe sanguin : B
- Anniversaire : 20 juin
- Signe astrologique : Gémeaux

Elle est la plus ancienne Noé, la seule avec le Comte à avoir échappé au massacre que causa le quatorzième parmi les Noés il y a 35 ans. Elle est la neuvième apôtre et incarne le Rêve, ce qui lui donne la capacité de créer des dimensions dans lesquelles elle peut faire vivre ce qu'elle veut à sa victime. Elle utilise aussi des bougies en guise de pieux. Pleine de sadisme, doublée d'un amusement de petite fille, Road s'amuse à faire du mal aux humains ou aux Akuma - qu'elle déteste plus que tout. Elle adore prendre Relo, le golem/parapluie du Comte afin de taquiner au mieux ce dernier. Elle est aussi la « chouchoute » du Comte Millénaire car il est toujours bonne pâte avec elle. Elle est scolarisée dans une école pour humains.
Road est aussi la seule Noé à pouvoir appeler une porte qui lui permet de se transporter et d'aller où elle désire, et ainsi de pouvoir transférer les données de l'Arche de Noé. Elle est également la seule Noé avec le Comte Millénaire à être le contrôleur d'une Arche. Road a une nette attirance envers Allen Walker (voire un véritable sentiment amoureux, bien qu'elle le prévienne que celui-ci ne l'empêchera pas de le combattre s'il s'en prend aux autres Noés.), bien qu'il soit non seulement un exorciste mais aussi la réincarnation du Quatorzième et que ce dernier ait tenté de la tuer ainsi que tous les autres Noé. Dans la famille Noé, elle est la fille adoptive de Sheryl donc la nièce de Tyki. On apprend dans l'arche en destruction que la seule façon de la tuer était de connaitre sa véritable forme.
- 1re apparition dans le manga : tome 3, nuit 18[2]
- 1re apparition dans l'anime : épisode 8[3]

## Bondom
- Nom : Jasdavid ジャスデビ (Jasudebitto?)
- Origine : Américaine
- Taille : 163 cm
- Poids : 47 kg
- Âge : 17 ans,
- Anniversaire : 21 décembre
- Groupe sanguin : B
- Signe astral : Sagittaire

Composés de Jasdero (ジャスデロ (Jasudero)) et de David (デビット (Debitto)), Jasdavid incarnent le Lien.
Dixième et onzième apôtre, David et Jasdero sont deux adolescents pleins de fougue, très impulsifs et grossiers. Ils détestent Cross, car ce dernier a constamment réussi à les semer en leur laissant ses dettes à payer. Ces deux jeunes garçons se maquillent et ont un look plutôt spécial, habillés avec des pantalons noirs moulants pleins de trous, des t-shirts trop grands, des bottes et un long manteau avec de la fourrure et ce qui leur donne un physique androgyne. Ils sont plutôt fluets, mais ils cachent en réalité une grande force physique (comme tous les descendants de Noah).
Comparé à son frère, Jasdero semble être un peu plus bête que celui-ci. Il possède une antenne perchée au-dessus du crâne, ainsi qu'une bouche cousue (mais qui ne l'empêche pas de parler). Sa chevelure est longue, blonde et bouclée, qu'il clame « somptueuse chevelure d'or ». Il est souvent utilisé comme cheval pour tirer une calèche (ce qui laisse supposer qu'il possède une certaine endurance ainsi qu'une certaine force). Jasdero prononce très souvent « Hi » ou « Hi hi » en fin de phrase. Le maquillage qu'il porte autour des yeux a la forme de trois petites pointes qui tombent vers le bas et terminées par un point.
David, quant à lui, est brun avec une mèche de cheveux barrant son œil droit. Il parait un peu plus mal élevé et plus intelligent que Jasdero. Il porte un manteau très long, mais ne le met que très rarement correctement. Il porte comme une cicatrice en maquillage sur l'œil gauche.
Dans la nuit 217, on peut voir qu'ils ont changé d'apparence, et sont désormais bien plus androgynes. Ils portent à présent de simples tenues blanches moulantes ouverte au niveau du torse, et leurs revolvers sont remplacés par des pistolets à double canons.
Ils ont le pouvoir de matérialiser ce qu'ils désirent, à condition qu'ils pensent à la même chose en même temps. Ils possèdent chacun un revolver non chargé qu'ils ont acheté sur un marché noir. Les projectiles qu'ils tirent avec leurs armes, grâce à leur pouvoir de création, varient en fonction de la couleur prononcée par les Jasdavid: ils peuvent être de glace (« boum : bleu »), de feu (« boum : rouge ») ou peuvent créer des « lunettes trompeuses » (« boum : pourpre ») qui plongent leurs adversaires dans une illusion, la balle violette libérant un gaz qui forme ses lunettes. Il y a aussi les Midori Bomb, des bombes qui engluent la cible dans une gélatine verte, l'empêchant de respirer. Ils peuvent fusionner pour ne devenir qu'une personne : Jasdavid (car à l'origine, Jasdavid n'était qu'une seule personne). Pour cela ils chantent une chanson qui semble rappeler leur vie avant qu'ils ne deviennent Noah puis se tirent dessus avec leurs revolvers. Possédant une longue chevelure blonde (rappelant Jasdero) à la base brune (rappelant David), il utilise ses cheveux comme armes et comme autres membres. Son maquillage rappelle aussi celui des deux adolescents. Son physique, toujours androgyne, porte à confusion, mais Jasdavid est un homme. Il porte un très grand manteau rouge et des gants noirs. Doté toujours du caractère impulsif presque immature et du pouvoir de matérialisation, il devient donc un puissant ennemi qui donnera beaucoup de fil à retordre à Arystar Krory. 
- 1re apparition dans le manga : tome 9, nuit 77[2]
- 1re apparition dans l'anime : épisode 36[3]

## Lustol
- Nom : Lulubelle ルル・ベル (Ruru Beru?)
- Origine : Française
- Taille : 166 cm
- Poids : 55 kg
- Âge : 23 ans,
- Anniversaire : 22 février
- Signe astral : Poissons
- Groupe sanguin : AB

Douzième apôtre, Lulu Bell est l'incarnation de la Luxure. Elle est blonde sous son apparence humaine et brune sous celle de descendante de Noé. Elle peut modeler son corps à volonté ce qui lui donne entre autres la capacité de prendre n'importe quelle apparence. Elle se sert de ce pouvoir pour infiltrer la congrégation dans le but de récupérer l'œuf.
- 1re apparition dans le manga : tome 14, nuit 132[2]
- 1re apparition dans l'anime : épisode 40[3]

## Might
Might est le treizième apôtre, il incarne la Puissance.

## le «14e»
Précédemment:
- Nom : Neah D. Campbell
- Origine : Inconnue
- Taille : 177 cm
- Poids: 56 kg
- Âge : 15 ans
- Anniversaire : Inconnu

Actuellement:
- Nom : Allen Walker

  « Le destructeur de toute chose », anciennement réincarné dans le frère de Mana D. Campbell (qui ressemblait presque trait pour trait à Tyki Mikk) et actuellement réincarné dans Allen Walker. Il sera inconsciemment réveillé par Allen (de façon incomplète) lors de l'attaque d'un akuma de niveau 4 à l'orphelinat de Timothy par sa propre épée exorcisant (forme finale de son innocence Crown Clown). Depuis ce réveil incomplet, il a pu parfois prendre le contrôle du corps d'Allen (ce qu'il fera à trois reprises mais de façon très brève) notamment lors de l'attaque donnée par le Comte Millénaire dans le but de réveiller Alma Karma, avouant à ce moment-là à tous les membres du clan et à l'Ordre qu'il a pour but de tuer le Comte Millénaire et de prendre sa place. Il sera réveillé de façon complète par le Mugen de Yu Kanda (en particulier à cause d'une grave blessure causée par cette innocence qui stimula la haine viscérale propre aux Noé envers l’innocence) lors du combat contre Alma Karma. Il ne contrôle pas complètement le corps d'Allen malgré son réveil complet mais il peut toujours prendre le contrôle du corps d'Allen de façon brève (mais de façon plus prolongée que lors de son réveil incomplet comme le prouve le fait qu'il ait eu le temps de visualiser certains passages de la vie d'Allen grâce à Timcampy), ce qui faillit coûter la vie à Johnny. Bien qu'il se soit manifesté avant son réveil partiel mais de façon discrète (lorsque Allen empêche la destruction de l'ancienne Arche grâce aux talents du musicien, les pouvoirs de Noah du quatorzième), il avait alors l'apparence d'une ombre que seul Allen pouvait voir et qui prenait place aux côtés de son reflet.
Il est l'ennemi du Comte millénaire, qui entend parfois sa voix et avec lequel il semblait très lié avant sa trahison. Cependant, les autres Noés sont prêts à l'accepter dans leurs rangs à nouveau, comme le prouvent les paroles de Wisely  : « Viendras un jour où tu te couperas toi-même le bras pour te débarrasser de ton Innocence. À ce moment, tu seras l'un des nôtres, Allen ». Il est l'autre moitié de Allen. On apprendra plus tard que lui et son jumeaux Mana ne formaient au début qu'une seule et même entité, Le comte millénaire (tome 24, nuit 219).